# Rumba (rose)
Pour les articles homonymes, voir Rumba.
'Rumba' est un cultivar de rosier floribunda obtenu au Danemark en 1958 et commercialisé en 1960 par la maison Poulsen. Il doit son nom à la danse cubaine, la rumba.

## Description
'Rumba' est une rose moderne du groupe floribunda, issue du croisement 'Masquerade' x ('Poulsen Bedder's' x 'Floradora'), hybridation menée par Svend Poulsen. La forme arbustive de ce cultivar possède un port érigé de 40 cm à 60 cm de hauteur. Le feuillage est vert foncé et semi-brillant. Ses fleurs légèrement parfumées sont délicatement colorées d'abricot et de rouge. La fleur en coupe possède plus de 41 pétales et se présente en bouquets. Remontante, cette rose fleurit jusqu'aux gelées.  
Elle a été introduite aux États-Unis en 1962 par Conard-Pyle Co (Star Roses). Sa zone de rusticité est de 6b à 9b.

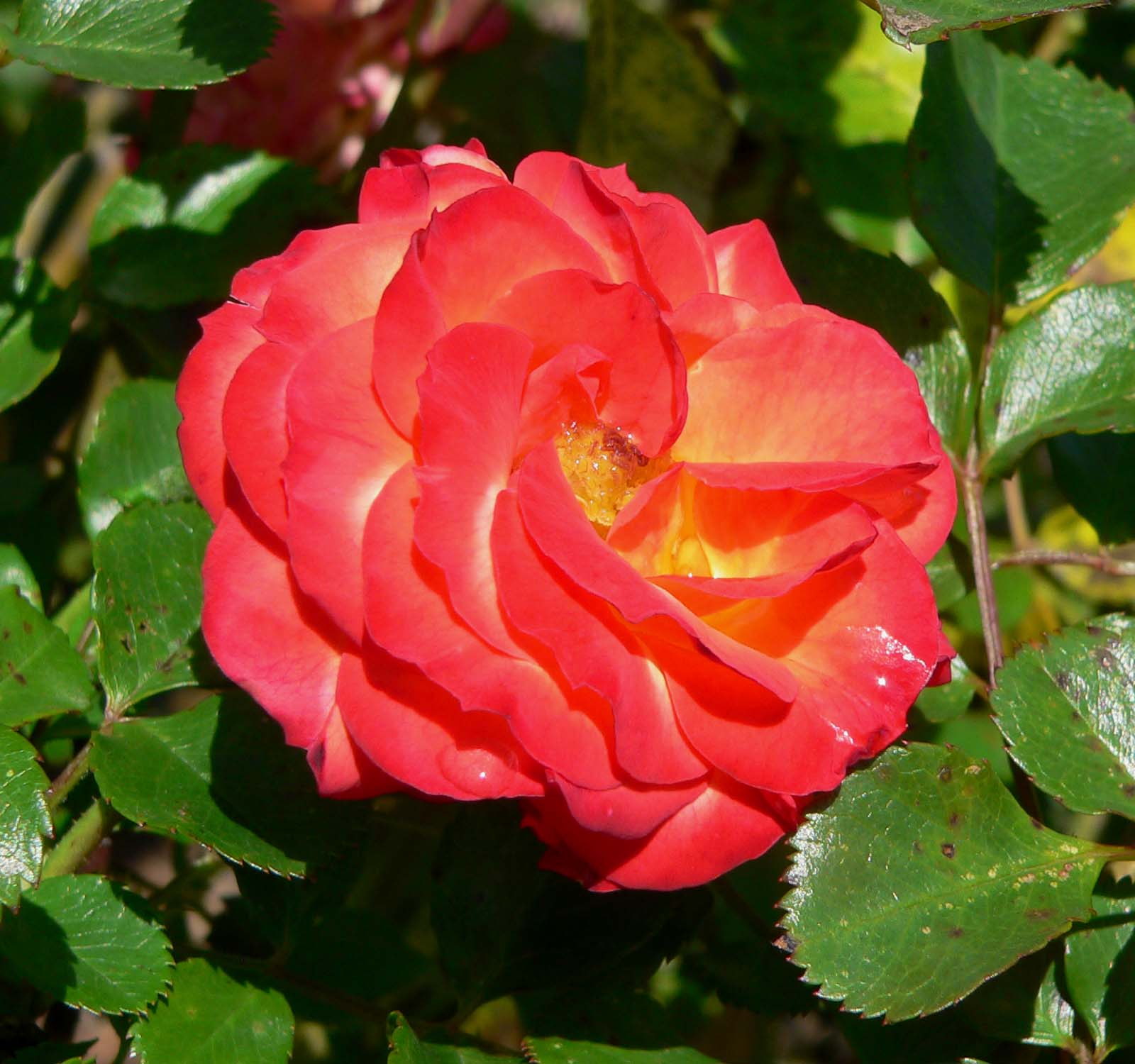
'Rumba'
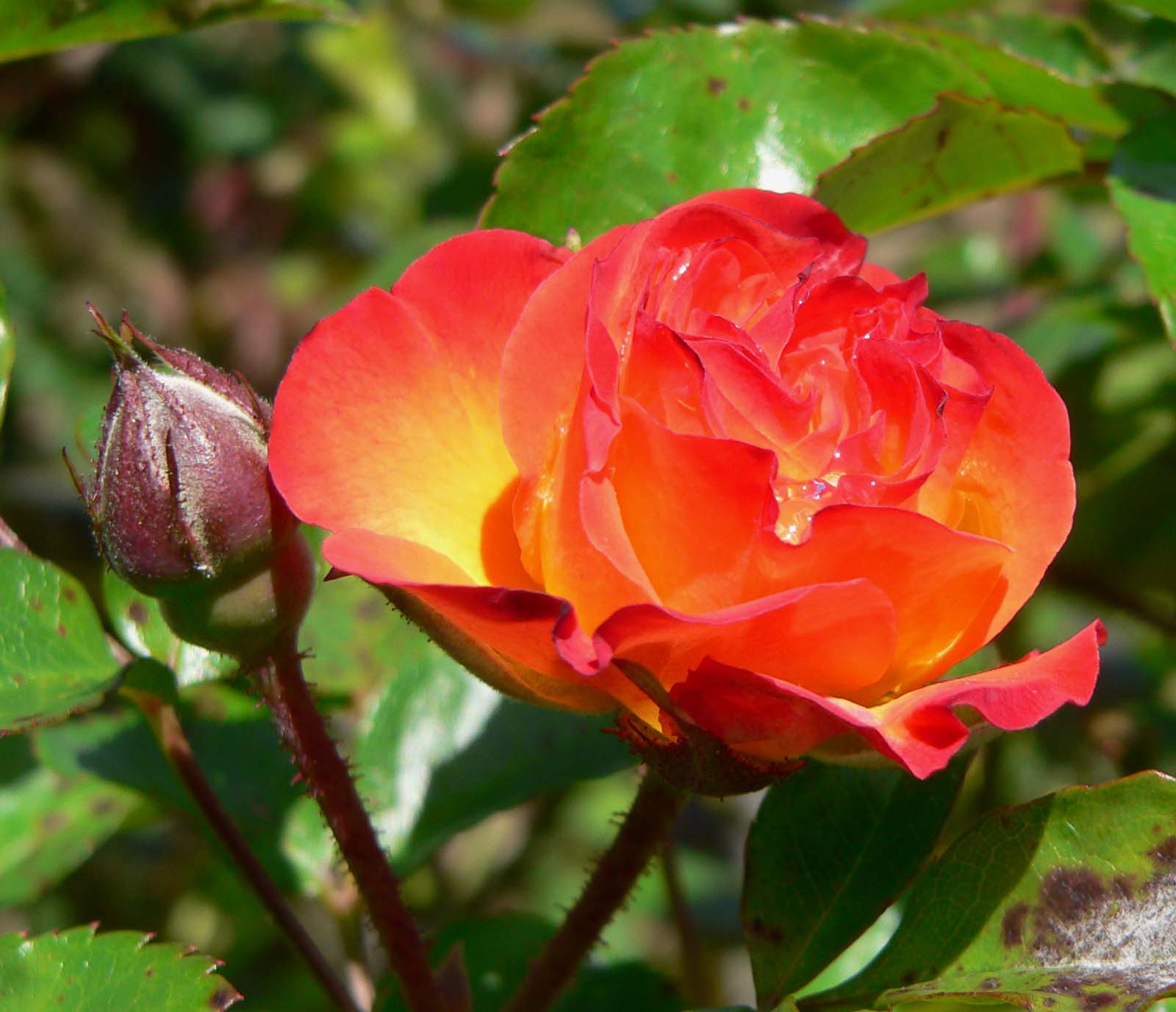
'Rumba'
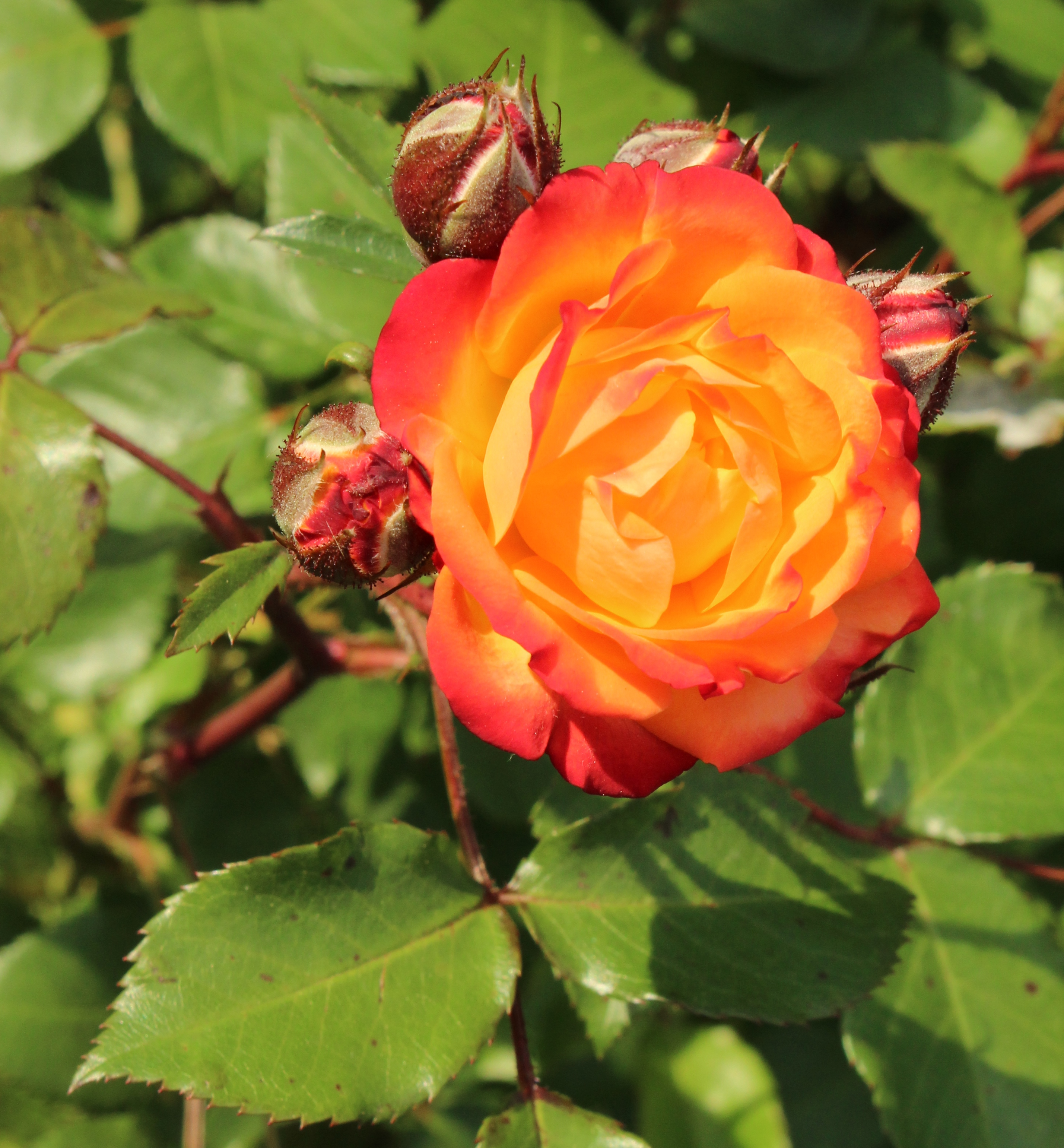
'Rumba'
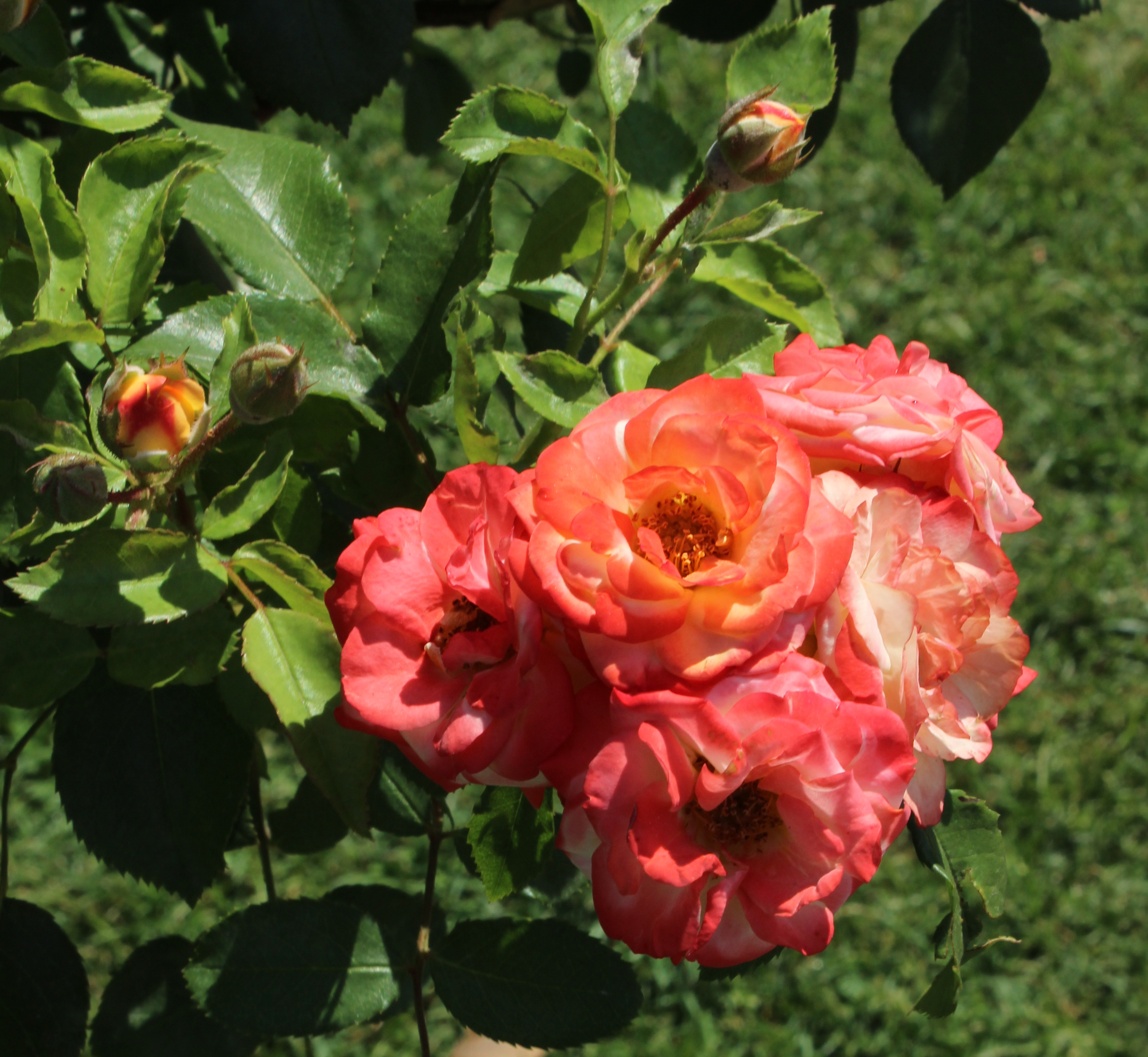
'Rumba'